# Fauzija Bajramowa
Fauzija Bajramowa (ros. Фаузия Байрамова, tat. Фәүзия Бәйрәмова; ur. 5 grudnia 1950 we wsi Sabaj, Tatarska ASRR, ZSRR) – tatarska pisarka, działaczka społeczna i polityczna.

## Życiorys[1][2]
W latach 1983–1989 Bajramowa studiowała na Wydziale Filologicznym Uniwersytetu Kazańskiego po czym rozpoczęła pracę w lokalnej telewizji. Następnie pełniła rolę redaktora oraz dziennikarki w wydawnictwie.
W roku 1986 została członkinią Związku Pisarzy ZSRR, a w latach 1994-1998 zasiadała w prezydium Związku Pisarzy Tatarstanu.
Od 2006 roku ma tytuł Kandydata nauk (rosyjski odpowiednik doktora habilitowanego) z historii, jej specjalizacją są dzieje Tatarów.
Mieszka na stałe w Nabierieżnych Czełnach. Posiada dwoje dzieci - córkę Zulfiję oraz syna Sulejmana. 

## Działalność polityczna
W 1988 roku dołączyła do Tatarskiego Centrum Obywatelskiego, będącego umiarkowanym ruchem społeczno-politycznym wysuwającym postulaty podniesienia statusu Tatarskiej ASRR to rangi republiki związkowej ZSRR. 27 kwietnia 1990 roku powstała pierwsza niekomunistyczna partia polityczna w Tatarstanie - Tatarska Partia Narodowej Niezależności "Ittifak" (Porozumienie), której pomysłodawczynią i założycielką była Bajramowa. Nazwa "Ittifak" nawiązywała do ugrupowania "Ittifak-al-muslimin" zrzeszającego rosyjskich muzułmanów, powstałego w 1905 roku i rozwiązanego dwa lata później. W kwietniu 1991 roku odbył się pierwszy zjazd partii, na którym przyjęto program polityczny i ustanowiono władze, na czele której stanęła Fauzija Bajramowa. Program polityczny partii był bardziej radykalny od dotychczasowych postulatów Tatarskiego Centrum Obywatelskiego, a jego celami były m.in. niepodległość Tatarstanu i odrodzenia narodu tatarskiego. Swoje społeczno-polityczne postulaty oraz poparcie dla tatarów i muzułmanów partia głosiła na łamach czasopisma "Altin Urda" (Złota Orda), którego naczelną redaktorką była sama Bajramowa.
W roku 1990 współtworzyła tekst Deklaracji Niepodległości Tatarstanu. Między 1990 a 1995 rokiem była deputatem parlamentu Tatarstanu, a w latach 1994-1997 pełniła funkcję prezesa nieoficjalnego parlamentu narodu Tatarskiego (Milli Medżilis). W roku 1997 na czwartym zjeździe partii "Ittifak" ponownie została wybrana na jej prezeskę.
W lutym 2010 roku została skazana na rok pozbawienia wolności (wyrok w zawieszeniu) przez sąd w Nabiereżnych Czełnach za planowanie masowych akcji na rzecz niepodległości Tatarstanu oraz za wystosowanie apelu do państw świata i ONZ z prośbą o uznanie suwerenności Tatarstanu, którego Bajramowa dopuściła się 20 grudnia 2008 roku.
W 2014 r. ponownie została uznana winną i skazana na rok pozbawienia wolności (wyrok w zawieszeniu) za opublikowanie w sieciach społecznościowych wpisów  „Zwierzęta i ofiary” (ros. Звери и жертвы) oraz „Oświadczenia Milli Medżilis narodu tatarskiego wobec sytuacja na Ukrainie i Krymie” (ros. Заявления милли меджлиса татарского народа по ситуации на Украине и в Крыму).
W czerwcu 2020 roku została obarczona grzywną 10 tysięcy rubli za swoją przemowę, którą wygłosiła 12 października 2019 roku podczas Dnia Pamięci poległych podczas zdobycia Kazania przez wojska Iwana Groźnego.
W listopadzie 2020 r. ponownie popadła w konflikt z prawem po tym jak napisała list do prezydenta Turcji Recepa Erdoğana, w którym skarżyła się na prześladowanie muzułmanek w Tatarstanie.

## Publikacje[1][10]
Bajramowa jest autorką ponad 30 publikacji oraz setek artykułów. Ważniejsze publikacje:
- 1986: Łąka (tat. Болын)
- 1989: Podróż do świata sztuki (tat. Сəнгать дɵньясына сəяхəт)
- 1990: Melodia (tat. Моң)
- 1992: Plac czeka na Tatarów (tat. Мəйдан татарларны кетə)
- 1997: Czarny las (tat. Кара урман)
- 1998: Nie zapomnijcie o nas (tat. Безне онытмагыз)
- 1998: Na przełomie wieków (ros. На переходе веков)
- 2000: Ostatnia modlitwa (tat. Соңгы намаз)
- 2005: Nuklearny archipelag, czyli atomowe ludobójstwo Tatarów (ros. Ядерный архипелаг или атомный геноцид против татар)[11]
- 2007: Kuczum (tat. Кучум хан)
- 2014: Wyspa Sachalin i Tatarzy (tat. Сахалин утравы һәм татарлар)[12]
- 2015: Matka (tat. Ана)
- 2015: Tatarska Karabolka - 50 lat w objęciach śmierci (ros.Татарская Караболка – 50 лет в объятиях смерти)[13]